# NGC 132
NGC 132 é uma galáxia espiral barrada (SBbc) localizada na direcção da constelação de Cetus. Possui uma declinação de +02° 05' 35" e uma ascensão recta de 0 horas, 30 minutos e 10,6 segundos.
A galáxia NGC 132 foi descoberta em 25 de Dezembro de 1790 por William Herschel.